# Gran Premio motociclistico di Cecoslovacchia 1965
Il Gran Premio motociclistico di Cecoslovacchia fu il nono appuntamento del motomondiale 1965, per la prima volta valida per il motomondiale.
Si svolse il 25 luglio 1965 sul Circuito di Brno e, come nel GP precedente, erano in programma le quattro classi di maggior cilindrata disputate in singolo, non era presente invece la classe 50, né i sidecar.
Le vittorie furono di Mike Hailwood su MV Agusta nella classe 500, di Jim Redman su Honda nella 350, di Phil Read su Yamaha in 250 e di Frank Perris su Suzuki in 125.

## Classe 500
Furono 25 i piloti al via della prova e di essi 15 vennero classifica al traguardo.

### Arrivati al traguardo
| Pos. | Pilota            | Moto      | Tempo      | Punti |
| ---- | ----------------- | --------- | ---------- | ----- |
| 1    | Mike Hailwood     | MV Agusta | 1h 11:23.2 | 8     |
| 2    | Giacomo Agostini  | MV Agusta | +1:05.1    | 6     |
| 3    | Jack Ahearn       | Norton    | +2:14.5    | 4     |
| 4    | Paddy Driver      | Matchless | +2:14.7    | 3     |
| 5    | Fred Stevens      | Matchless | +3:53.1    | 2     |
| 6    | František Šťastný | Jawa      | +3:58.9    | 1     |
| 7    | Dan Shorey        | Norton    |            |       |
| 8    | Rudolf Thalhammer | Norton    |            |       |
| 9    | Jack Findlay      | Matchless |            |       |
| 10   | Ian Burne         | Norton    |            |       |
| 11   | Roy Robinson      | Norton    |            |       |
| 12   | Derek Lee         | Matchless |            |       |
| 13   | Ernst Weiss       | Norton    |            |       |
| 14   | Jan Hennek        | Norton    |            |       |
| 15   | Maurice Hawthorne | Norton    |            |       |

## Classe 350
Tra i ritirati vi furono i due piloti ufficiali della MV Agusta, Mike Hailwood e Giacomo Agostini.

### Arrivati al traguardo (posizioni a punti)
| Pos. | Pilota              | Moto      | Tempo | Punti |
| ---- | ------------------- | --------- | ----- | ----- |
| 1    | Jim Redman          | Honda     |       | 8     |
| 2    | Derek Woodman       | MZ        |       | 6     |
| 3    | Nikolaj Sevast'ânov | CKEB      |       | 4     |
| 4    | Gilberto Milani     | Aermacchi |       | 3     |
| 5    | Renzo Pasolini      | Aermacchi |       | 2     |
| 6    | Dan Shorey          | Norton    |       | 1     |

## Classe 250

### Arrivati al traguardo (prime 9 posizioni)
| Pos. | Pilota            | Moto      | Tempo     | Punti |
| ---- | ----------------- | --------- | --------- | ----- |
| 1    | Phil Read         | Yamaha    | 49' 05" 0 | 8     |
| 2    | Mike Duff         | Yamaha    | + 3" 3    | 6     |
| 3    | Jim Redman        | Honda     | + 37" 6   | 4     |
| 4    | Derek Woodman     | MZ        | + 3'30" 2 | 3     |
| 5    | Heinz Rosner      | MZ        | + 3'36" 8 | 2     |
| 6    | František Šťastný | Jawa      | + 5'15" 9 | 1     |
| 7    | Günter Beer       | Honda     | + 1 giro  |       |
| 8    | Giuseppe Visenzi  | Aermacchi | + 1 giro  |       |
| 9    | Alberto Pagani    | Aermacchi | + 1 giro  |       |

## Classe 125
Come nel gran premio precedente furono assenti in questa gara le Honda e le Yamaha ufficiali, oltre che Ernst Degner per questa seconda gara oltre la cortina di ferro. Tra i ritirati Hugh Anderson, capofila del mondiale di categoria.

### Arrivati al traguardo (prime 8 posizioni)
| Pos. | Pilota           | Moto   | Tempo     | Punti |
| ---- | ---------------- | ------ | --------- | ----- |
| 1    | Frank Perris     | Suzuki | 47' 56" 9 | 8     |
| 2    | Derek Woodman    | MZ     | + 1'47" 7 | 6     |
| 3    | Heinz Rosner     | MZ     | + 2'23" 5 | 4     |
| 4    | Jochen Leitert   | MZ     | + 2'54" 7 | 3     |
| 5    | Roland Rentzsch  | MZ     | + 3'48" 8 | 2     |
| 6    | František Boček  | ČZ     | + 3'57" 1 | 1     |
| 7    | Friedhelm Kohlar | MZ     | + 4'06" 2 |       |
| 8    | Giuseppe Visenzi | Honda  | + 4'32" 6 |       |